# Aulbach (Mosel)
Der Aulbach ist ein rechter Zufluss der Mosel in Trier.
Er hat eine Länge von 4,271 Kilometern, ein Wassereinzugsgebiet von
4,682 Quadratkilometern und die Fließgewässerkennziffer 26518.

## Verlauf
Der Aulbach entspringt im Mattheiser Wald und durchfließt die beiden Pfahlweiher und den Aulbachweiher. Dort befindet sich ein kleiner Park. Der Bach passiert dann das Südbad Trier und fließt durch die Mattheiser Weiher, die sich ebenfalls in einer Parkanlage befinden, im Bezirk Weismark. Dann fließt er an der Matthias-Basilika vorbei und mündet bei der Konrad-Adenauer-Brücke in die Mosel.